# Монтальбано-Эликона
Монтальбано-Эликона (итал. Montalbano Elicona) — коммуна в Италии, располагается в регионе Сицилия, в провинции Мессина.
Население составляет 2838 человек (2008 г.), плотность населения составляет 42 чел./км². Занимает площадь 67 км². Почтовый индекс — 98065. Телефонный код — 0941.
Покровителями коммуны почитаются Пресвятая Богородица (Maria Santissima della Provvidenza) и святитель Николай Мирликийский, празднование 6 декабря.

## Демография
Динамика населения:

## Администрация коммуны
- Официальный сайт: http://www.comune.montalbanoelicona.me.it/